# Neologe Synagoge (Žilina)

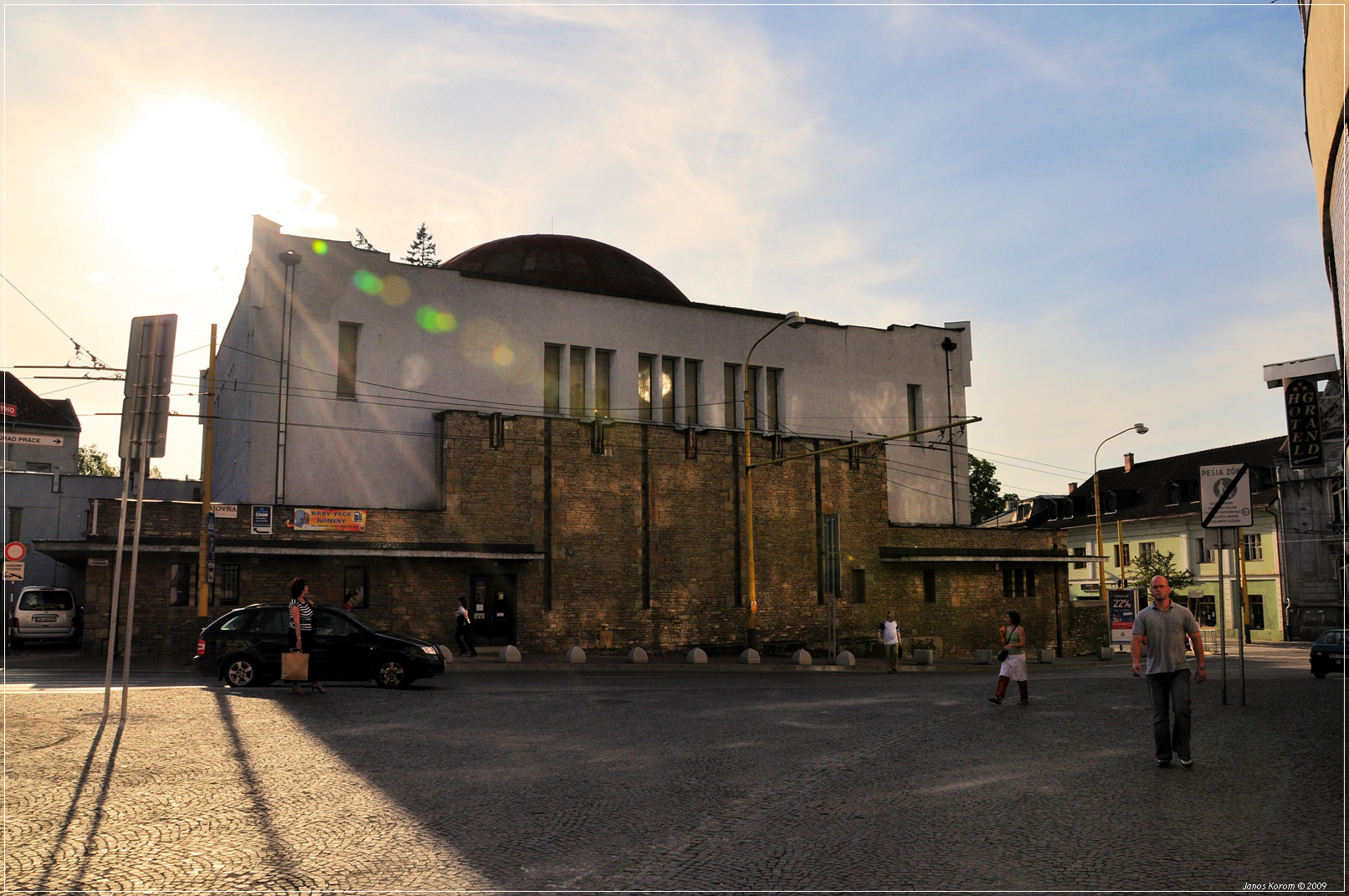
Neologe Synagoge in Žilina

Die Neologe Synagoge in Žilina, einer slowakischen Stadt im Bezirk Žilina, wurde 1928 bis 1931 errichtet. Die profanierte Synagoge an der Kuzmányho-Straße 1 ist ein geschütztes Kulturdenkmal.

## Geschichte

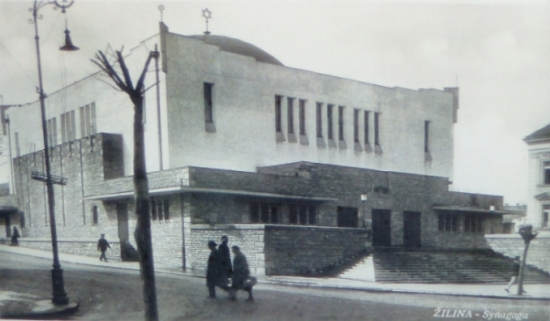
Die Synagoge kurz nach der Fertigstellung, Postkarte ca. 1931

Die Synagoge wurde nach Plänen des Architekten Peter Behrens errichtet, nachdem er den Architektenwettbewerb gewonnen hatte, an dem sich auch Lipót Baumhorn und Josef Hoffmann beteiligten.
Das Gebäude wurde nur zehn Jahre lang als Synagoge genutzt. Nach dem Krieg wurde es zunächst als Theater und Konzerthalle und dann als Auditorium der Universität zweckentfremdet. Bis 2010 war es als Kino genutzt. Die Umbauten führten zur vollständigen Veränderung des Inneren. Seit 2011 versucht eine Bürgerinitiative, die das Gebäude von der jüdischen Gemeinde gemietet hat, die Baugeschichte zu erforschen und danach möglichst den ursprünglichen Bauzustand wiederherzustellen. Das Synagogengebäude soll ein Haus für Kulturveranstaltungen werden.